# Незнайомка (фільм, 1979)
Незнайомка (рос. Незнакомка) — радянський художній фільм 1979 року, знятий на студії «Лентелефільм».

## Сюжет
Серед зелені парків Санкт-Петербурга миготить біла сукня прекрасної незнайомки. Разом з героєм фільму, прообразом поета, іншими персонажами — відвідувачами ресторану — ми блукаємо по місту, заходимо в ресторани, на вокзал, на прийом в багатий і знатний будинок. І всюди ми зустрічаємо незнайомку. Про неї мріє не тільки герой, але й юнак-семінарист, який говорить про любов, літній службовець, який продає мініатюру, на якій поет бачить свою незнайомку, і старий поет, який читає свої вірші-спогади про юність і про любов… Поет стоїть біля Неви: повз нього проходить катеринщик, а небом проноситься падаюча зірка. Тонка, майже прозора постать в чорному сперлася на поручні набережної неподалік від поета. Ось вона, до неї навіть можна доторкнутися, але її раптом веде інший. Поет думає, що він втратив її. У своїх поневіряннях-пошуках він потрапляє в багатий будинок на прийом. Раптово в зал входить жінка в чорному — вона майже матеріалізувалася, його незнайомка. Але, дивлячись у вікно, він знову бачить світлий і загадковий образ. Хто з них вона, його мрія? Але мрія — як хмара, до неї не можна доторкнутися. У післямові до фільму знову звучать вірші Олександра Блока, присвячені художнику. Кредо художника, як проголошує Блок: «Мир — прекрасний». Так само як прекрасне місто, яке народило поета і його поезію. Фантазія і ілюзорність, високе і низьке переплелося в поемі «Незнайомка».

## У ролях
- Галина Мєзєнцева —  незнайомка
- Микола Верещенко — поет
- Федір Нікітін — звіздар
- Олександр Романцов —  Блідий, незнайомець, Костя
- Микола Крюков — старий, дядько Ніни, відвідувач корчми
- Віталій Юшков — Вася, Мішель, семінарист, відвідувач корчми
- Олексій Кожевников — корчмар
- Людмила Ксенофонтова — хазяйка Ніна
- Ігор Єфімов — відвідувач корчми
- Ізіль Заблудовський — відвідувач корчми
- Павло Кашлаков — гість
- Галі Абайдулов — танцівник
- Євген Чудаков — епізод
- Сергій Лосєв — відвідувач корчми
- Ігор Соловйов — танцівник
- Олег Анофрієв — вокал

## Знімальна група
- Автор сценарію: Микола Крупенський
- Режисер: Олександр Бєлінський
- Оператор:  Валерій Смирнов
- Художник: Лариса Луконіна
- Композитор: Микита Богословський